# Möll
Möll je řeka v Rakousku, levý přítok Drávy v Horních Korutanech. Pramení na úpatí Grossglockneru, nejvyšší hory Rakouska, a ústí po 80 km v Möllbrücke do Drávy.
Na začátku svého toku na jihovýchodním konci ledovce Pasterze je přehrazena přehradou Margaritzen, odkud je část vody převáděna do nádrží elektrárny Kaprun. Později je řeka Möll přehrazena u Gößnitz pro přehradní nádrž Gößnitzerstausee a u Rottau pro akumulační nádrž Rottau. Část vody z této nádrže teče do elektrárny Malta-dolní stupeň v Möllbrücke.

## Turismus
Möll je divoká řeka, oblíbená pro sjezd kajakem, a jedna ze schválených raftingových řek v Korutanech. Ve Flattachu byla do přírodního koryta řeky Möll postavena náročná umělá dráha pro slalom na divoké vodě, která je mimo jiné využívána jako soutěžní vodní slalomová dráha.

## Ostatní
- V letech 2009 a 2015 po proplachu elektrárny došlo v řece Möll k velkému úhynu ryb.[1] [2]
- Od roku 1953 je po řece pojmenován Möllplatz  ve Vídni-Floridsdorfu.

## Galerie

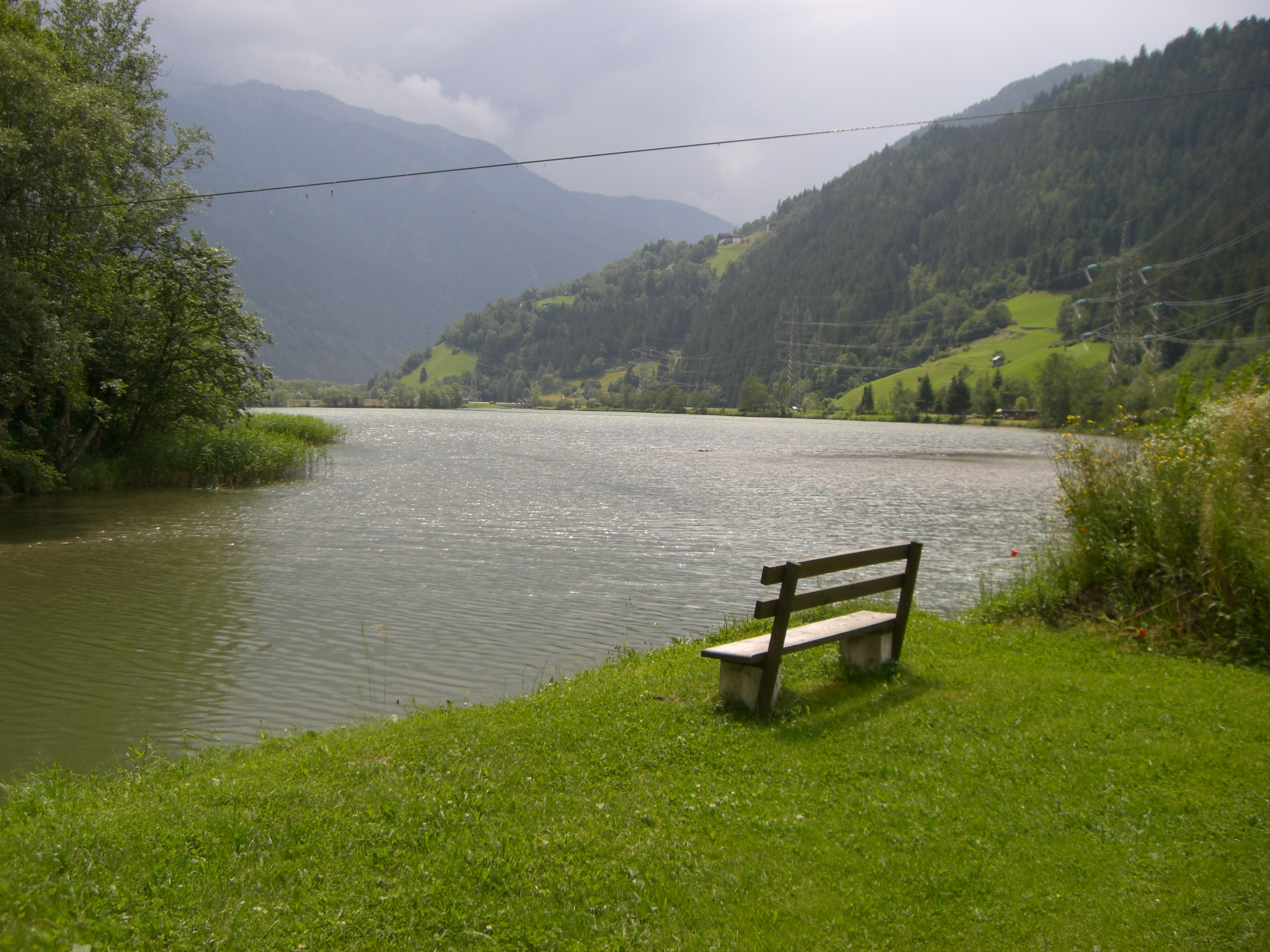
Přehradní nádrž Gößnitz
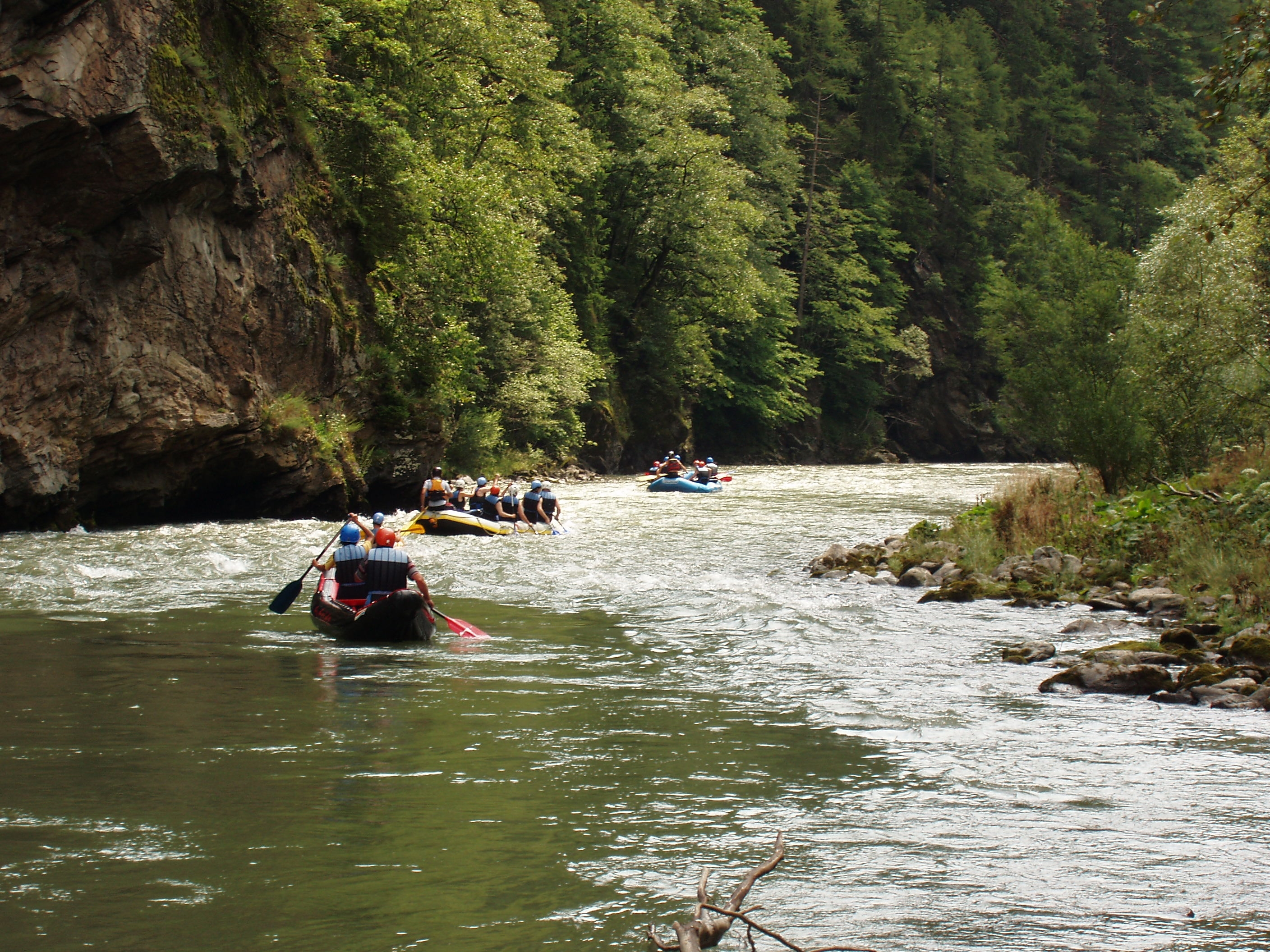
Rafting v Napplachu
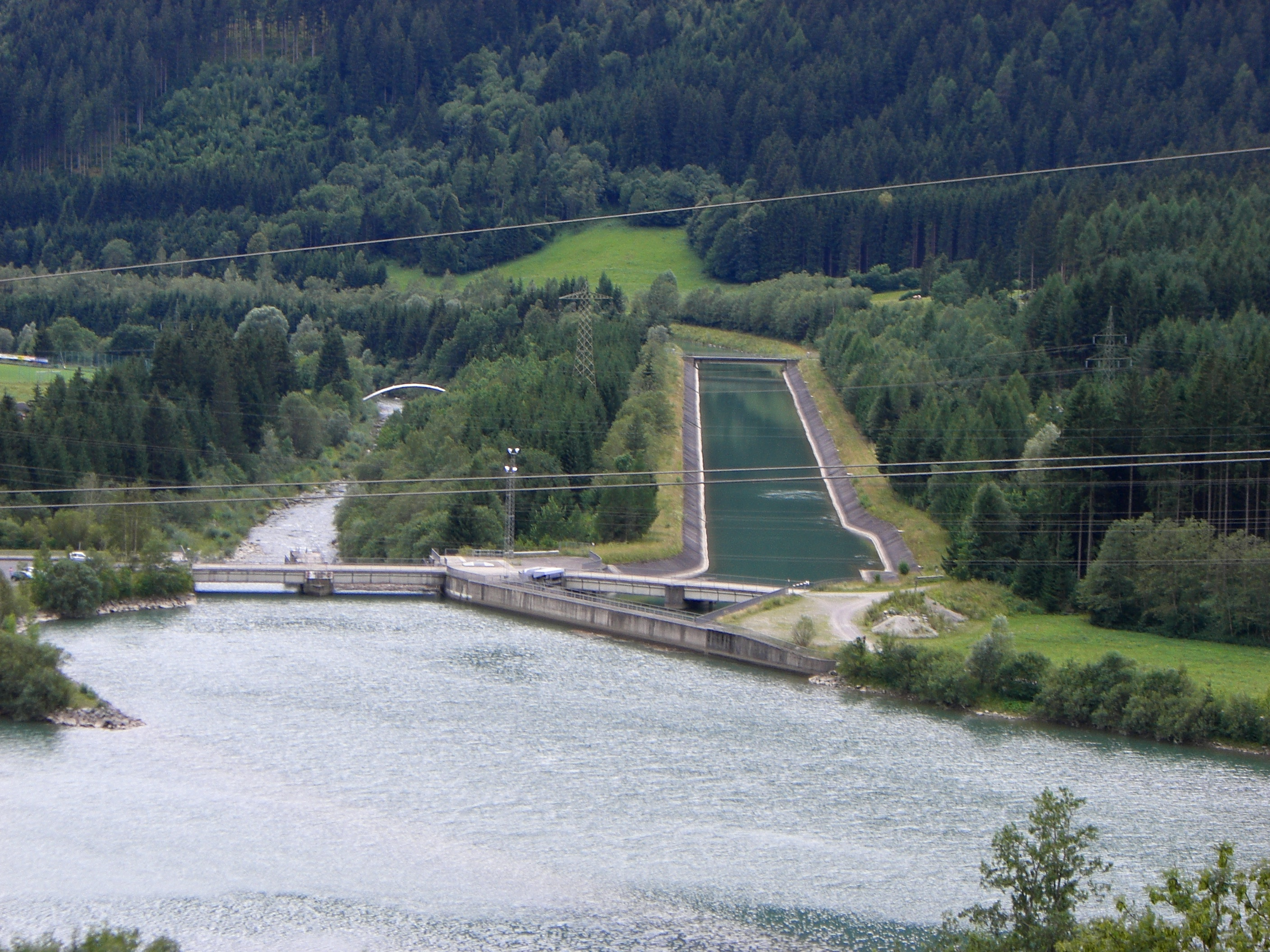
Akumulační nádrž Rottau. Vpravo přepadový kanál do elektrárny Mölltal, vlevo přirozené koryto, kterým protéká zlomek vody.
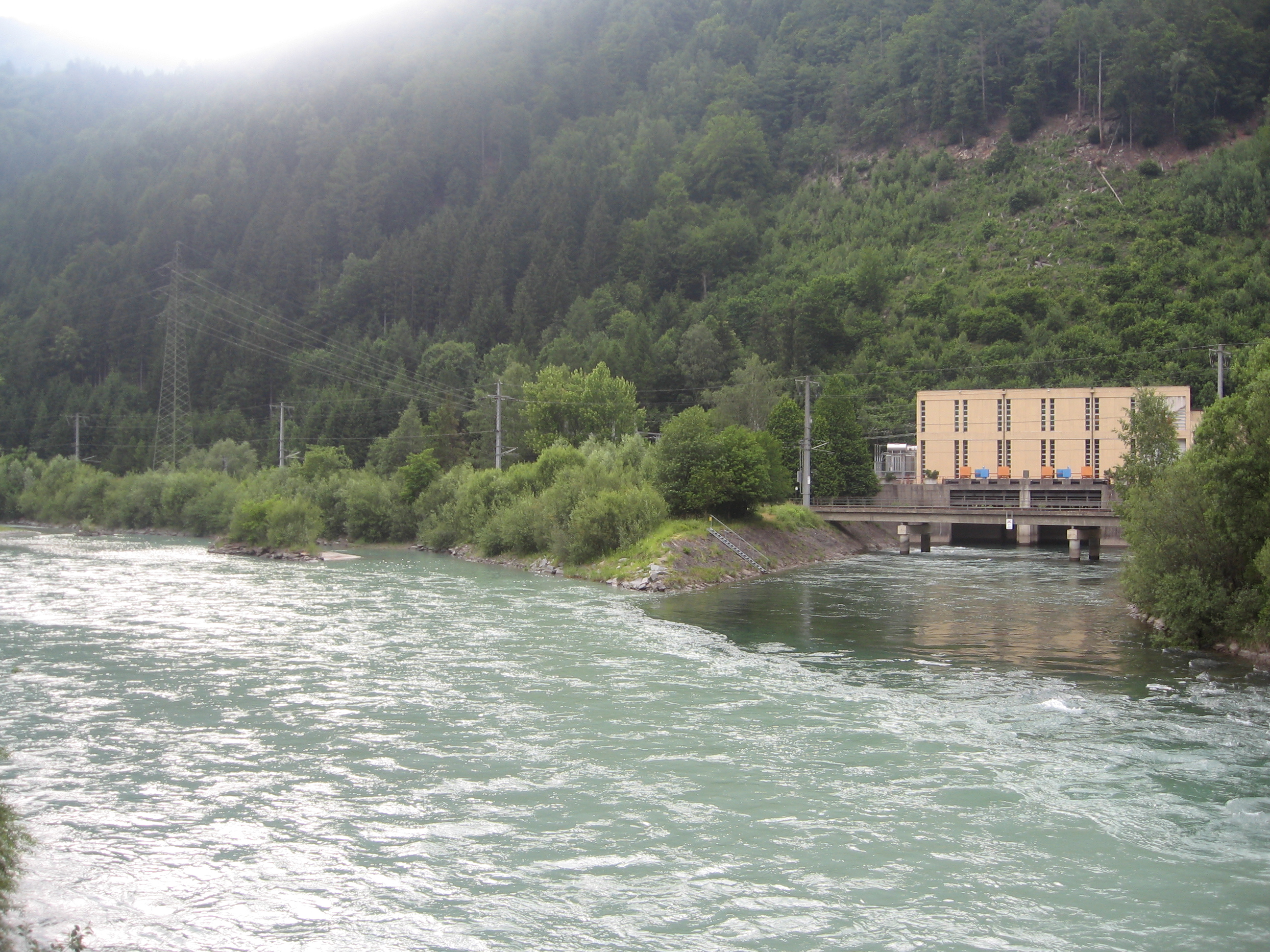
Elektrárna Mölltal. Voda řeky Möll ústí do Drávy (vlevo na obrázku).